# Neonauclea reticulata
Neonauclea reticulata är en måreväxtart som först beskrevs av George Darby Haviland, och fick sitt nu gällande namn av Elmer Drew Merrill. Neonauclea reticulata ingår i släktet Neonauclea och familjen måreväxter. Inga underarter finns listade i Catalogue of Life.